# Lenny de la Rosa
Lenny de la Rosa (nacido el 4 de noviembre de 1983, La Habana, Cuba), es un actor, modelo y bailarín cubano. Reside en México.

## Carrera
Inició su carrera artística como baterista (percusionista) de la banda moneda dura y luego como corista junto a la cantante Gloria Trevi. Estudió música en la «Escuela Nacional de Artes en Cuba», estudio canto durante algunos años con el profesor, actor y cantante Juan Bautista Pujol Bacot en La Habana,  luego ingresó al Centro de Educación Artística, «CEA» de Televisa, en donde comenzó a participar en obras de teatros como Qué plantón, Pachecas a Belén y Princesas en Pugna. Apareció en televisión en el año 2010 en la telenovela producida por Salvador Mejía Triunfo del amor en donde compartió créditos con William Levy y Maite Perroni.
En el 2013, el productor Emilio Larrosa le dio la oportunidad para participar en la telenovela titulada Libre para amarte donde interpretó al personaje de «Gerardo "el Gallo" Jiménez» y compartió créditos con Gloria Trevi y Gabriel Soto.
En 2014 participó en el programa de televisión Bailando por un sueño en México junto a Charlene Arian, siendo el octavo eliminado. Igualmente trabaja en la telenovela Yo no creo en los hombres.

## Filmografía

### Televisión
| Año       | Proyecto                  | Rol                        |
| --------- | ------------------------- | -------------------------- |
| 2010      | Triunfo del amor          | Joaquín                    |
| 2013      | Libre para amarte         | Gerardo "el Gallo" Jiménez |
| 2014      | Bailando por un sueño     | Él mismo                   |
| 2014      | Yo no creo en los hombres | Ari                        |
| 2015-2016 | A que no me dejas         | Alexis Zavala              |

## Teatro
| Año  | Obra                  | Personaje           |
| ---- | --------------------- | ------------------- |
| 2010 | Pachecas a Belén      | —                   |
| 2011 | ¡Qué plantón!         | El Mango            |
| 2014 | 12 princesas en pugna | Repartidor de pizza |